# Roma (quotidiano)
Il Roma è un quotidiano italiano con sede a Napoli. 
Fondato nel 1862, è il più antico quotidiano italiano post unitario. Chiuso nel 1980, è stato rifondato nel 1990. Ha sospeso le pubblicazioni per tre anni, ed è tornato in edicola il 12 ottobre 1996.

## Storia

### Dalla fondazione alla II guerra mondiale
Fu fondato a Napoli nel 1862 (il primo numero uscì nelle edicole il 22 agosto) da Pietro Sterbini (direttore) e Diodato Lioy (editore). Quando il giornale nacque, Roma era ancora la capitale dello Stato Pontificio. 
I suoi fondatori erano garibaldini e mazziniani, i quali intendevano lanciare l'ultima sfida risorgimentale per Roma capitale d'Italia.
Durante la monarchia fu la voce dei repubblicani e dei mazziniani. Nel 1930 divenne proprietà del Banco di Napoli.
Carlo Nazzaro fu direttore del «Roma» dal 1931 al 1943; dal 1936 e il 1943 Luigi Mazzacca fu redattore capo. In un articolo pubblicato nel 1932 in occasione del settantesimo anniversario dalla fondazione del giornale, così scrisse il direttore Nazzaro sul rapporto tra il Roma ed il regime fascista: "(...) Il regime aveva sfondato i fondaci, compiuto opere superbe di edilizia, di igiene, di bellezza panoramica; aveva sanato piaghe sociali, problemi tutti che il "Roma" in 7 anni di vita battagliera e onesta aveva affrontati senza vederli risolti. (...) Passato così nel giro di quattro anni al servizio del regime - di un regime che è soprattutto gusto, intelligenza e sapienza - il "Roma" ha visto costantemente aumentare il numero delle sue copie, accrescere il credito, la simpatia e la risonanza nei lettori, in una maniera autenticamente commovente per chi, come noi, vive la vita della carta stampata".

### L'era Lauro
Nel 1942 l'armatore Achille Lauro ottenne dal governo il 50% del quotidiano. Nell'ottobre 1943, con l'ingresso degli Alleati in città, il «Roma» venne sospeso, come tutti gli altri giornali compromessi col fascismo. Il Comitato di Liberazione Nazionale fece uscire a Napoli un solo quotidiano indipendente, «Il Risorgimento» (1943-50).
Il «Roma» ritornò in edicola il 23 settembre 1946 con la testata «Roma d'oggi», per riprendere poi il nome originale l'8 luglio 1948
. Nel 1949 Lauro rilevò dal Banco di Napoli l'intera proprietà del quotidiano. Lo potenziò: inviò il tecnico Salvatore Di Salvatore in Germania per acquistare nuove rotative tedesche, a Mannheim; Di Salvatore portò a Napoli i nuovi macchinari; altre rotative, di minori dimensioni, furono trasportate sulla nave «Achille Lauro», che funse da tipografia (unica nave in Italia a stampare un giornale). Con Lauro il quotidiano si collocò politicamente a destra.
Nel dopoguerra il «Roma» fu diretto, tra gli altri, da Alfredo Signoretti, Alberto Giovannini (due volte), Piero Buscaroli e Pietro Zullino; ne fu critico letterario e capo servizio Cultura Francesco Bruno. La sede era in Via Cristoforo Colombo 45, il cui edificio era di proprietà dello stesso Lauro.
Nel 1978 Achille Lauro cedette il giornale, indebitato, al figlio Ercole che, nel tentativo di risanarne i bilanci, decise di abbandonare posizioni politiche di destra e collocare il quotidiano al centro, affidandone la direzione ad Antonio Spinosa. Il tempo di far terminare il praticantato a quattro nuovi assunti (tra cui Antonio Sasso, futuro direttore) e dal 2 novembre 1980 il giornale interruppe le pubblicazioni sotto la direzione di Franco Grassi.

### Il nuovo Roma: da Casillo a Tatarella
Riaprì nel novembre 1990 grazie a Pasquale Casillo. La sede era al Centro direzionale di Napoli, isola B3. Nel 1991 il nuovo direttore Domenico Mennitti rilanciò le edizioni provinciali in Puglia. Chiuse nuovamente nel novembre del 1993. 
Nel 1996 la testata fu rilanciata dal deputato Giuseppe Tatarella come organo d'informazione del Movimento politico-culturale "Mediterraneo", allineato su posizioni di centro-destra, ma con l'idea di divenire una voce meridionalista. Successivamente fu siglato un accordo con «Il Giornale di Napoli», che dal 1998 uscì in allegato al «Roma». Direttore della nuova serie fu Gennaro Sangiuliano, affiancato da Antonio Sasso, che ne rilanciò la presenza culturale nel Mezzogiorno, mentre dal 2001 è subentrato prima Gigi Casciello e poi di nuovo Antonio Sasso (dal luglio 2002), che hanno dato al giornale una maggiore presenza sul territorio. L'informazione locale è stata rinforzata a partire dall'impaginazione del giornale: le prime pagine sono state riservate in prevalenza a fatti napoletani e campani.
Il quotidiano ha avuto per alcuni anni due supplementi: «Ultimissime» e «Ultimissime sport».
Negli anni 2000, con l'entrata nella compagine editoriale del parlamentare Italo Bocchino, il quotidiano ha cessato di essere organo del movimento "Mediterraneo".
Dal 2004 al 2009, in Campania il «Roma» è uscito in abbinamento obbligatorio con «il Giornale» ed ha assunto una linea vicina al Pdl, per poi allinearsi su posizioni ritenute vicine a Futuro e Libertà.
Dal marzo 2013, sotto la
direzione di Antonio Sasso, il Roma è in cooperativa dal 2022 è in abbinamento a Napoli e provincia con il quotidiano il Giornale.

### Il Roma rifondato dai giornalisti
Il 28 febbraio 2013 la società "Edizioni del Roma Scarl" ha cessato le pubblicazioni ed è andata in liquidazione. I giornalisti e i poligrafici dopo essersi trovati per molti mesi senza stipendio, continuando tuttavia a lavorare come sempre, hanno deciso di fare fronte comune. Hanno fondato una nuova cooperativa ("Nuovo giornale Roma Scarl") e sono riusciti a far uscire il giornale regolarmente. Successivamente è stato modificato il formato (con un aumento del numero di pagine) e, gradualmente, è iniziata l'assunzione di nuovi dipendenti. La linea editoriale è svincolata da indirizzi politici, ma è molto attenta e critica sull'attività delle amministrazioni locali, qualunque sia il loro colore politico.
Dal 2016 esce anche un'edizione dedicata alla Basilicata e al confinante Vallo di Diano (SA).

## Finanziamenti pubblici
«Edizioni del "Roma" Scarl» aveva usufruito del contributo pubblico all'editoria, ma, dopo una procedura attivata dall'Agcom e un'inchiesta della Guardia di Finanza, la Presidenza del Consiglio dei ministri ha bloccato i contributi del 2009 e del 2010 e chiesto la restituzione di quello del 2008, determinando così il fallimento della società.

## Direttori
- Pietro Sterbini (22 agosto 1862 – 1º ottobre 1863)
- Giuseppe Lazzaro (ottobre 1863-1890)[13]
- Diodato Lioy (1890-1912)

…
- Alfredo Annunziata (? - fino al 1922)[14]
- Ravasini (Giuseppe ?) nel 1922[15]

…
- Giovanni Preziosi (1927 -  20 dicembre 1929)[16]

…
- Carlo Nazzaro (1º marzo 1931 - 25 luglio 1943)
- Emilio Scaglione (dal 1º agosto 1943)[17]

- Ottobre 1943: il giornale fu chiuso dall'«Allied Publication Board» anglo-americano[18]
- Arturo Labriola (dal 1946)
- Pietro Visconti
- Carlo Nazzaro (26 agosto 1949 - 2 marzo 1950), seconda volta
- Raffaele Cafiero (3 marzo 1950 - 1952)
- Alfredo Signoretti (1952-1957)
- Alberto Giovannini (1957-1967)

Alfredo Signoretti, condirettore
- Piero Buscaroli (1971-1975)
- Pietro Zullino (1975-1976)
- Alberto Giovannini, 2ª volta (1976-1978)
- Antonio Spinosa (dal 1978 al dicembre 1979)
- Franco Grassi (dicembre 1979 - novembre 1980)
- Sospensione delle pubblicazioni: novembre 1980-1990.
- Ottorino Gurgo (1990-1991)
- Domenico Mennitti (1991-1992)
- Antonio Sasso (1992-1993)
- Sospensione delle pubblicazioni: 1993-1996.
- Enzo Palmesano (1996-1996)
- Antonio Sasso, 2ª volta (1996-1997 responsabile)
- Gennaro Sangiuliano (1999-2001)
- Luigi Casciello (luglio 2001-luglio 2002)
- Antonio Sasso, 3ª volta (luglio 2002 - febbraio 2014, poi direttore editoriale)
- Pasquale Clemente (febbraio 2014 - in carica)

## Firme illustri
- Francesco De Sanctis (1817-1883)
- Francesco Mastriani (1819-1891)
- Luigi Pirandello (1867-1936)
- Leo Longanesi (1905-1957)
- Panfilo Gentile (1899-1971)
- Julius Evola (1898-1974)